# Orvallo
El orvallo (orballo en lengua gallega y orbayu en lengua asturiana; en ocasiones se castellaniza como orvallo) es conocido en el norte de España como la lluvia liviana, casi imperceptible, pero que empapa. En todas las comunidades de la mitad occidental de la Cornisa Cantábrica se emplea el verbo orbayar para describir la acción de «caer orvallo».

## Formación
El orvallo es debido a una nubosidad de tipo bajo, a estratos que se encuentran situados a una altitud menor que el punto de toma de datos del radar meteorológico, lo que causa que en la mayoría de los casos no se vea reflejado en dicho aparato. Aun así, si la precipitación por orvallo se da por encima de la altura de toma de esos datos, es una precipitación tan fina y tan débil, que la reflectividad que emite es despreciable y el radar la omite. Algo parecido pasa cuando nieva; para que el radar detecte la nieve, la precipitación tiene que ser de débil a moderada, si no, el radar no la detectará al ser la densidad de un copo menor que la de una gota de lluvia.

## Vocablos equivalentes
En Galicia llueve entre 90 y 150 días al año, por lo que es considerada una de las regiones de España con mayor precipitación. Este hecho hace que entre su vocabulario se encuentren más de 70 palabras para nombrar diferentes tipos de lluvia. Los términos diferencian características específicas como intensidad o duración. Entre algunas de las más comunes encontramos barbaña, barrufa, poalla o barrumada.
En el País Vasco y zonas aledañas se usa el término xirimiri, adaptado al castellano como sirimiri, chirimiri o chiribiri, con el mismo significado que el orballo gallego. En Cantabria existe el término "morrina", que convive con las anteriores. El vocablo «calabobos» en castellano estándar tiene un significado similar.